# 쒀룬진
쒀룬 진(중국어 간체자: 索伦镇, 정체자: 索倫鎭, 병음: Suǒlún Zhèn, '솔룬')은 중화인민공화국 내몽골 자치구 북동부의 싱안 맹 커얼친 우익전기에 자리한 마을이다. 우란하오터 시에서 도로를 따라 북서쪽으로 120km 떨어진 지점에 위치해 있다. 솔룬이라는 이름은 몽골어로 '사냥 방목장'을 의미하는데, 청나라 강희제(1661-1722)가 이곳에 들렀다가 주변의 아름다운 풍경에 반하여, 이후로도 사냥을 하러 자주 찾았다는 점에서 기원하였다는 설이 있다.

## 지리와 교통
쒀룬 진은 다싱안링산맥의 계곡에 자리해 있으며 면적은 총 1,500km2에 달한다. 이곳의 기후는 일년에 성에가 끼지 않는 날이 90일에서 105일에 불과할 정도로 험하다. 쒀룬 진에는 총 세 개의 강이 흐르는데 각각 타오얼 강(洮儿河), 하간 강(哈干河), 만주 강(满族河)이라 부른다. 이곳을 지나는 교통수단으로는 바이아 철로(白阿铁路)와 지린성 바이청-우란하오터 시를 잇는 내몽골 자치구 도로 203호가 있다.

## 인구
쒀룬 진의 인구는 총 19,500명이며, 후커우에 등록된 인구는 6,500명이다. 전체 인구 중 40%가 몽골족이며, 나머지는 한족, 만주족, 조선족, 다우르족, 오로촌족, 에벤크족(쒀룬족), 후이족 등이 있다.